# Alexandros Psalidios
Alexandros Psalidios (deutsch etwa „Alexander der Scherenkünstler“, benannt nach seinen Fertigkeiten in der Münzschneidekunst) war ein oströmischer Finanzbeamter.
Alexandros stieg aus niedrigem Stande und Armut auf. Seine Karriere unter Kaiser Justinian I., der seine Fähigkeiten erkannte, brachte ihn nach der Rückeroberung von Ravenna durch den Heermeister (magister militum) Belisar und dessen Abberufung (540 n. Chr.) nach Italien, wo er die Finanzen der neuen Provinz ordnen sollte. Seine Maßnahmen zu diesem Zweck machten ihn beim Volke unbeliebt: Er hob die Steuervergünstigungen der römischen Stadtbevölkerung und die staatliche Getreideversorgung auf und trieb angebliche Steuerrückstände aus der Zeit der gotischen Herrschaft ein.
Der Historiker Prokopios lastet Alexandros Mitschuld an der mangelhaften Unterstützung der italischen Bevölkerung für die byzantinische Herrschaft an. Er zählt ihn unter die Teilnehmer eines erfolglosen Zuges gegen die Ostgoten bei Verona. Sein weiteres Leben ist unbekannt.